# 찰스 폰지
찰스 폰지(Charles Ponzi, 1882년 3월 3일 ~ 1949년 1월 18일)는 북아메리카 지역에서 활동한 이탈리아인 사기꾼이다. 1920년대에 널리 알려졌으며 외국에서 구매한 만국우편연합 국제반신권을 미국에서 내다 팔 때의 차익을 이용해서 투자자들에게 45일 내에 50%의 수익률을 그리고 90일 내에 100%의 수익률을 낼 수 있다고 하며 투자금을 모았다. 그러나 이는 신규 투자자들의 투자금을 기존 투자자들에게 지급해주는 사기였다. 이 수법을 처음 이용한 사람은 아니었지만 찰스 폰지의 사례가 가장 유명하기 때문에 ‘폰지 사기’라는 이름이 붙여졌다. 이러한 기법으로 1년 간 투자자들에게 2천만 불의 손해를 입혔다.

## 유년기
1882년 이탈리아에서 카를로 피에트로 조반니 구글리엘모 테발도 폰치(Carlo Pietro Giovanni Guglielmo Tebaldo Ponzi)라는 이탈리아어식 이름으로 태어났다. 집안이 좋았으나 점차 가세가 기울어 집배원 일을 하게 됐다. 그러다가 로마 라 사피엔차 대학교에 진학하게 됐고 부유층 친구들과 어울리며 그들의 소비습관대로 술집, 카페 등을 돌아다니며 유흥에 돈을 많이 써서 빈털터리가 됐다. 이 시절 많은 이탈리아 청년들이 미국에 이민가서 돈을 많이 벌어 돌아왔던 것처럼 폰지는 가족의 권유로 미국에 가게 됐다.

## 미국 입국
1903년 11월 15일, 보스턴에 도착했던 폰지의 손에는 2.5불만 쥐어져있었다. 왜냐하면 선상에서 도박으로 돈을 잃었기 때문이다. 영어를 빨리 익히게 됐고 동부 해안 지방에서 여러 일을 하며 전전하다가 식당에서 그릇닦는 일을 하며 정착하게 됐다. 그곳에서 웨이터의 자리까지 올랐으나 고객에게 거스름돈을 덜 준 일로 해고당했다.

## 몬트리올 생활
미국에서 일이 잘 안 풀리던 폰지는 1907년 몬트리올로 가서 신장개업한 자로시 은행의 직원으로 취직했다. 자로시 은행은 몬트리올에 도착한 이탈리아계 이민자들이 주로 이용했다. 이때 폰지는 자로시 은행의 회장 자로시로부터 훗날 사용하는 사기 행각의 아이디어를 얻게 된다. 그 당시 일반적인 은행 이자율보다 2배 정도였던 6%로 이자를 주었고 은행은 급격히 성장했다. 그러나 폰지는 자로시 은행이 안 좋은 부동산 대출 때문에 재정 위기에 놓였다는 것, 그리고 자로시가 투자금 이익이 아닌 신규 고객의 통장에서 돈을 빼다가 이자를 땜빵한다는 것을 알게 됐다. 결국 은행은 망했고 자로시는 돈을 많이 챙겨서 멕시코로 도망갔다.
그 일이 있은 후 폰지는 자로시의 남겨진 가족을 도우며 자로시의 집에서 살았다. 이 와중에 미국으로 가서 다른 일을 시작할 것을 구상한다. 그러나 빈털털이였던 폰지에게 가족들을 돕는 일은 쉽지 않았다. 결국 자로시 은행을 이용하곤 했던 회사 캐나디안 웨어하우징에 가서 사무실에 아무도 없는 것을 알게 되고는 수표 장부에 자신이 회사 사장 다미엔 포어니어로부터 423.58불 수표를 얻은 것처럼 위조했다.
은행에서 위조 수표를 현금으로 바꾸고 경찰과 맞닥뜨리게 된 폰지는 죄를 자백했다. 수표 위조 혐의로 몬트리올 근교의 감옥에서 3년간 갇힌다. 이 기간 동안 고향의 어머니에게는 감옥에 취직했다는 편지를 보내기도 했다.
1911년 석방되고 미국으로 돌아갔지만 이탈리아 사람들의 밀입국 사기 혐의에 연루되어 애틀랜타 교도소에 수감됐는데 같은 교도소 수감자인 찰스 모스로부터도 훗날 사기 행각의 아이디어를 얻게 된다.

## 보스턴 생활
석방 후 보스턴으로 돌아간 후 광산에서 간호사로 일했을 때 동료 간호사 펄 고시드가 화상을 입었던 일이 있었는데, 그녀를 몰랐음에도 자기 등과 다리 부분의 피부를 떼서 피부 이식을 해주었다. 이 때문에 흉막염과 합병증을 앓아 해고당했다.
이후 일자리를 구하러 돌아다니던 중 속기사 로세 마리아 녜코에게 청혼했다. 폰지가 녜코에게 범죄 경력을 밝히지 않았음에도 폰지의 모친이 녜코에게 편지로 알려줬다. 그럼에도 불구하고 1918년에 결혼했다. 로세의 가족은 보스턴 시내에 작은 청과상을 하는 이탈리아계 미국인이었다. 그 후 폰지는 그 청과상에서 일하기도 하고 무역 회사에 다니기도 하는 등 여러 직장을 옮겨 다녔다.

## 사기 행각

### 국제반신권 판매 구상
1919년 여름, 보스턴의 스쿨 스트리트 27번지에 자기만의 사무실을 열고 유럽에 있는 몇몇 지인들에게 자기 자신의 광고 사업 아이디어에 대해 편지를 보낸다. 수 주 후 스페인으로부터 광고 카탈로그를 부탁하는 편지를 받았는데 편지봉투 안에 만국우편연합의 국제반신권이 있었다. 그런 것을 본 적이 없던 폰지는 의문을 품게 됐고 국제반신권 제도의 취약점을 알게 됐다. 국제반신권은 편지를 외국으로 보내고 수신인이 다시 발신인에게 답신을 할 때 추가적인 우편 요금을 면제해주는 것인데 나라 별로 값이 다르다. 제1차 세계 대전 이후의 인플레이션 때문에 이탈리아에서 구매한 국제반신권을 미국에서 달러로 바꾸면 차액이 있었다.
그 차액으로 이익을 보는 일을 본격적으로 시작하기 위해 폰지는 통역가 일을 관뒀다. 그 후 국제반신권을 대량 구매하기 위한 큰 돈을 얻으려고 은행들에서 대출을 하려고 했으나 실패한 후 돈을 모으려고 주식회사를 차린 다음 보스턴의 몇몇 지인들을 방문하여 90일 내에 2배의 이익을 내주겠다고 약속했다. 이 약속은 나중에 45일 내 50%의 이익을 내고 3개월 내에 2배의 이익을 내는 것으로 바뀌었다. 이 중 몇몇이 투자를 했고 1250불의 투자금을 낸 대가로 750불을 받았다.

### 증권거래사
사기 행각을 본격적으로 벌이기 위해 1920년 1월 일명 '증권거래사'를 세웠다. 처음 한 달 동안 18명이 1,800불을 맡겼고 한 달 후 신규 투자자들의 투자금에서 빼낸 돈이 기존 투자자 18명에게 지급됐다. 스쿨 스트리트 나일스 빌딩에 더 큰 사무실을 세웠다. 소문이 퍼져나가고 더 많은 투자자들이 왔다. 불과 1920년 2월에서 3월 한 달 사이 투자액은 5천 불에서 2만 5천 불로 상승했다(오늘날 현재 달러 가치로 환산하면 6만 2천 불에서 30만 9천 불). 폰지는 에이전트를 고용해서 뉴잉글랜드 지방 및 뉴저지주에서 새로운 투자자를 물색하기에 이른다. 그 당시 투자자들은 고액의 돈을 지급받았고 소문은 더 퍼져갔다. 1920년 5월 투자액이 42만 불(오늘날 현재 달러 가치로 환산하면 최대 500만 불)에서 6월에는 250만 불에 이르렀으며(오늘날 현재 달러 가치로 환산하면 3,000만 불) 7월 말엔 하루에 백 만 불을 모으는 수준이 됐다. 대부분의 투자자들은 수익을 보지 못했음에도 계속 돈을 투자했다. 폰지의 '증권거래사' 지점은 메인주에서 뉴저지 주에까지 뻗어나갔다.
초기의 투자자들은 주로 저소득층이었지만 소문이 퍼져 상류층도 투자를 시작했다. 심지어 로렌스의 은행가가 1만 불을 맡길 정도였으며 존 콜린스같은 폰지의 가까운 친구들이나 처가집 식구들도 투자했다.

### 사기 행각의 취약성
그러는 와중에 폰지는 국제반신권을 돈으로 바꾸는 일이 불가능함을 깨닫게 됐다. 왜냐하면 1800불을 투자한 처음 18명의 투자자들이 이익을 보려면 국제반신권 53,000장이 필요했고 그 후 불어난 15,000명의 투자자들이 이익을 보려면 타이타닉 호 정도의 배에 국제반신권을 가득 채워 유럽에서 미국으로 보내야했기 때문이다. 그러나 투자자들의 재투자로 인해 배당금은 계속 투자자들에게 지급될 수 있었다.

### 호화로운 일상생활
폰지는 렉싱턴에 별장을 구입한 뒤 최고급 차를 샀으며 뉴잉글랜드 지방에 걸쳐 여러 은행 계좌를 개설했다. 결혼 후 가지 못한 신혼여행을 가고자 했으나 그 대신 여객선 1등석 표를 사서 이탈리아에 있는 모친을 모셔왔다. 폰지의 모친은 폰지 부부와 같이 살다가 곧 세상을 떠났다. 1920년 7월 31일, 폰지는 신부 파스칼레 디 밀라가 운영하는 보육원에 모친을 기리는 의미로 10만 불을 기부했다. 마카로니 회사를 사들였으며 와인 회사 일부를 사들여 투자자들에게 줄 배당금을 마련하기도 했다.

### 사기 행각 의심
단시일 내에 큰 수익을 낸다는 것에 의심을 품은 몇몇 사람들에게 고소당하고 재판에서 승소했지만 사람들은 계속 의심했으며 폰지는 매사추세츠주 당국으로부터 조사를 받았지만 조사관들을 회유함으로서 사기 행각이 발각되는 것이 잠시나마 미뤄지게 됐다.

### 사기 행각 몰락
보스턴 포스트에 의해 사기 행각이 폭로됐고 그 와중에 폰지는 매사추세츠주 당국의 조사를 받게 되었다. 이로 인해 그의 사기 행각이 드러나게 됐다. 이로 인해 보스턴 포스트는 1921년 공공 서비스 부문 퓰리처상을 수상하게 된다.

### 피해 규모
하노버 트러스트 은행을 비롯한 몇몇 은행이 도산했으며 투자자들은 1달러 당 30센트도 안 되는 금액을 돌려받았으며 그 피해 금액은 2천만 불(오늘날 현재 가치로 환산하면 2억 2,500만 불)에 이르렀다.

## 수감 생활과 말년
폰지는 1934년까지 감옥에 수감됐으며 그 후 이탈리아로 추방됐다. 배우자는 보스턴에 남았고 1937년에 이혼했다. 이탈리아에서도 사기 행각을 벌이곤 했지만 얻을 수 있는 것은 거의 없었다. 결국 브라질에서 이탈리아 항공사인 알라 리토리아의 에이전트로 취직했으며 그 시절에 자서전을 쓰기도 했다. 말년에는 통역가로 가끔 일하면서 가난에 시달렸다. 1941년에 심장마비가 오기도 하고 그 후에 뇌출혈로 오른팔과 오른쪽 다리가 마비된 그는 1949년 리우데자네이루의 한 병원에서 67세를 일기로 사망했다.

## 같이 보기
- 빅토르 뤼스티그
- 버나드 메이도프
- 샘 뱅크먼프리드